# Гравитациона аномалија
Гравитациона аномалија је разлика мерене и рачунате вредности гравитационог убрзања у некој тачки на Земљи. Рачуната вредност гравитационог убрзања је она вредност која би на тој тачки била измерена да је Земља хомогена.
Вредности гравитационог убрзања увек се рачунају за ниво референтног елипсоида или за ниво геоида и, као такве, функција су само географске ширине тачке за коју се рачунање врши. Међутим, како се гравиметријска мерења никада не врше на површи елипсоида или геоида, већ на топографској површи Земље, ове две вредности гравитационог убрзања (рачуната и мерена) не могу се директно поредити, због тога што се не односе на исту површ. Због тога се, у вези са различитим потребама истраживања, врши редукција или рачунате вредности на топографску површ, или мерене вредности на површ елипсоида. 
У принципу је свеједно да ли се редукује мерена или рачуната вредност. Међутим, за потребе геолошких истраживања врши се редукција рачунате вредности са површи елипсоида на топографску површ. Разлог за ово је очигледан - предмет изучавања геологије је геолошка грађа Земљине литосфере, која утиче на мерену вредност гравитационог убрзања, на основу чега се може одредити геолошки модел потповршине. За потребе геодетских истраживања се врши редукција мерене вредности са топографске површи на површ елипсоида, јер се гравиметријска мерења у овом случају и врше због тачног дефинисања геоида (због чега геолошка грађа терена није од посебне важности). 

## Поправке вредности гравитационог убрзања
Да би се вредности редуковале, неопходно је извршити поправке вредности гравитационог убрзања (било рачунате или мерене). Редуковање вредности врши се следећим поступцима:
- прерачунавањем вредности гравитационог убрзања са површи елипсоида на топографску површ, узимајући у обзир само надморску висину тачке, али не и масе које се налазе између тачака. Овај поступак се назива поправка за висину;
- прерачунавањем вредности гравитационог убрзања са површи елипсоида на топографску површ, сматрајући да се између тачака налази хомоген слој бесконачног пружања. Овај поступак назива се поправка за слој;
- поправљањем вредности гравитационог убрзања за утицај рељефа у тачки посматрања. Овај поступак назива се топографска поправка.

## Фајова аномалија
Гравитациона аномалија, поправљена вредностима поправке за висину и топографске поправке, назива се Фајова аномалија. Фајова аномалија је у директној зависности само од надморске висине тачке посматрање и, као таква, погодна је за коришћење у геодезији. Међутим, у геологији се ова аномалија не користи, јер објекат од интереса може бити потпуно маскиран утицајем реалне топографије. 

## Бугеова аномалија
Гравитациона аномалија, која је поправљена поправкама за висину, за слој и топографском поправком, назива се Бугеова аномалија. Бугеова аномалија је погодна за коришћење у геологији, јер даје реалну слику расподеле густина унутар Земљине литосфере. 
Бугеова аномалија је у директној зависности од густине стена - има позитивну вредност у подручјима која су изграђена од ултрабазичних и базичних магматских стена, а негативну у подручјима изграђеним од седиментих стена мале густине. Такође, Бугеова аномалија има негативну вредност у подручју високих планина. Ова појава објашњава се изостазијом.